# 紀元前186年
紀元前186年（きげんぜん186ねん）は、ローマ暦の年である。ローマ建国紀元568年、スプリウス・ポストゥミウス・アルビヌスとクィントゥス・マルキウス・ピリップスが執政官の年。

## 他の紀年法
- 干支 : 乙卯
- 日本
  - 孝元天皇29年
  - 皇紀475年
- 中国
  - 前漢 : 高后2年
- 朝鮮
  - 檀紀2148年
- 仏滅紀元 : 359年
- ユダヤ暦 : 3575年 - 3576年

## できごと

### 共和政ローマ
- バックス祭の風習がマグナ・グラエキアから広まり、ローマ元老院は「Senatus consultum de Bacchanalibus（バックス祭に関する元老院決議）」を行って弾圧した[2]。教団は管理下に置かれ、少人数での儀式のみが許可された[3]。執政官ピリップスはこのバックス教団の調査に当たった[4]。
- プロプラエトル（前法務官）のガイウス・アティニウスが、ヒスパニア・ウルテリオルでハスタ包囲中に殺害された[5]。
- シポントゥムとブクセントゥムに植民市を建設するための三人委員会に、グナエウス・バエビウス・タンピルスらが選出された[6]。

### 小アジア
- ペルガモン王国のエウメネス2世はビチュニアのプルシアス1世を破った。

### 中国
- 馬王堆の最初の墓が作られた。

## 誕生
- プトレマイオス6世:エジプト王（紀元前145年没）

## 死去
- 利蒼:長沙国の宰相